# La Font de la Guatlla
La Font de la Guatlla es un barrio del distrito de Sants-Montjuic de la ciudad de Barcelona. Es un sector pequeño que se encuentra en la montaña de Montjuic, en la vertiente noroeste, y entre la Gran Vía de las Cortes Catalanas, en el tramo entre la plaza de España y la plaza de Cerdà.
El conjunto arquitectónico más singular del barrio es el pequeño grupo de casas bajas con jardín, en la parte más próxima a la montaña, que contrastan con los edificios altos del sector más próximo a la Gran Vía. Muchas de sus calles tienen nombre de flor (Dàlia, lotus, Hortènsia, Begònia, Crisantem), en referencia a su vocación inicial como ciudad jardín.
Otro espacio significativo del barrio es la fábrica Casarramona, ocupada durante muchos años por cuarteles de la policía nacional, y donde actualmente se instala la Fundación CaixaForum. El edificio es representativo de la arquitectura industrial obra de ladrillo visto. Fue diseñado por el arquitecto Josep Puig i Cadafalch, que también es autor del restaurante de la Font del Gat y de otras obras de urbanización en el parque de la montaña.